# 柳家禽太夫
柳家 禽太夫（やなぎや きんだゆう、1964年10月20日 - ）は、神奈川県厚木市出身の落語家。落語協会所属。本名∶鈴木 徳久。出囃子∶『小のりさわぎ』。紋∶「揚羽蝶」。

## 経歴
1983年4月、十代目柳家小三治に入門、10月に前座になる。前座名は小のり。
1987年9月に林家しゅう平、三遊亭歌太郎と共に二ツ目昇進。
2001年9月に入船亭扇治、三遊亭白鳥、柳家三太楼、三遊亭萬窓、林家きく姫、柳家三太楼、柳家一琴、古今亭駿菊、金原亭馬遊と共に真打昇進。禽太夫に改名。禽太夫の「禽」の字は、柳家禽語楼から取られたものである。同じ読みの名前に、五代目立川談志が最晩年に名乗った「柳家金太夫」がある。
2002年、第7回 林家彦六賞受賞。

## 芸歴
- 1983年
  - 4月∶十代目柳家小三治に入門。
  - 10月∶前座となる、前座名「小のり」。
- 1987年9月∶二ツ目昇進。
- 2001年9月∶真打昇進、「禽太夫」と改名。

## 人物
入門時は角刈りで師匠小三治に「うちは感化院じゃねえんだよ。」と言われたという。
競輪やオートレースに造詣が深いことでも知られる。
夫人は吉川英治夫人の姪の娘。
七代目柳亭燕路、林家小染と共に池袋演芸場の落語協会特選会で三人会を開いている。